# Рондзоне
Рондзо̀не (на италиански: Ronzone; на ладински: Ronzon, Рондзон) е село и община в Северна Италия, автономна провинция Тренто, автономен регион Трентино-Южен Тирол. Разположено е на 1085 m надморска височина. Населението на общината е 430 души (към 2018 г.).